# FK Pelister Bitola
Der FK Pelister Bitola (mazedonisch ФК Пелистер) ist ein Fußballverein aus Bitola, Nordmazedonien. Momentan spielt der Verein in der Prva Makedonska Liga.

## Geschichte
Der Verein wurde ursprünglich 1924 unter dem Namen Omladina gegründet. Anschließend benannte man sich erst Pelister und schließlich SK Bitola. Im Jahre 1945 kehrte man schließlich zurück zum Namen Pelister und behielt diesen bis heute. Zunächst spielte die Mannschaft in den tieferen Ligen Jugoslawiens. 1927, 1951, 1960, 1961, 1975 und 1982 gewann man die mazedonische Meisterschaft und den alten mazedonischen Pokal 1991. 1974 stieg die Mannschaft erstmals in der Vereinsgeschichte in die zweithöchste jugoslawische Liga auf. Kurz darauf stieg man wieder ab. Allerdings schaffte man 1982 einen weiteren Aufstieg mit Mitko Butlevski als Manager und Ivan Čabrinović als Trainer. Ihr bisher größter Erfolg ist der Gewinn des mazedonischen Pokals im Jahr 2001, was sie dazu berechtigte am UEFA-Pokal 2001/02 teilzunehmen. Im Wettbewerb schied man in der Qualifikation gegen den FC St. Gallen aus.
Nachdem die Prva Makedonska Liga gegründet worden war, spielte der FK Pelister bis 2003 in der höchsten mazedonischen Liga, als man wegen finanzieller Probleme harte Zeiten durchmachte. Ein paar Jahre später retteten die beiden ehemaligen Spieler Mitko Stojkovski und Toni Mičevski den Verein vor dem Kollaps. Nachdem sie den Verein übernommen hatten, brachten sie konstant Erfolg und sicherten 2005 den Meistertitel in der zweiten Liga. Im folgenden Jahr hatten sie ein erfolgreiches Comeback in der mazedonischen Liga und erreichten das Halbfinale des Pokals.

## Erfolge
- Mazedonischer Meister (6): 1927, 1951, 1960, 1961, 1975, 1982
- Mazedonischer Pokalsieger (3): 1991, 2001, 2017

## Europapokalbilanz
| Saison  | Wettbewerb         | Runde                  | Gegner        | Gesamt | Hin     | Rück    |
| ------- | ------------------ | ---------------------- | ------------- | ------ | ------- | ------- |
| 2000    | UEFA Intertoto Cup | 1. Runde               | CS Hobscheid  | 4:1    | 3:1 (H) | 1:0 (A) |
| 2000    | UEFA Intertoto Cup | 2. Runde               | Västra IF     | 3:1    | 3:1 (H) | 0:0 (A) |
| 2000    | UEFA Intertoto Cup | 3. Runde               | Celta Vigo    | 1:5    | 0:3 (A) | 1:2 (H) |
| 2001/02 | UEFA-Pokal         | 1. Runde               | FC St. Gallen | 3:4    | 0:2 (H) | 3:2 (A) |
| 2008/09 | UEFA-Pokal         | 1. Runde               | APOEL Nikosia | 0:1    | 0:0 (H) | 0:1 (A) |
| 2017/18 | UEFA Europa League | 1. Qualifikationsrunde | Lech Posen    | 0:7    | 0:4 (A) | 0:3 (H) |

Gesamtbilanz: 12 Spiele, 4 Siege, 2 Unentschieden, 6 Niederlagen, 11:19 Tore (Tordifferenz −8)

## Spieler
- Saša Ćirić (1989–1991)
- Mitko Stojkovski (1989–1991, 1999–2003)
- Toni Mičevski (1993–1996, 1999–2000, 2002, 2006–2008)
- Nikolče Noveski (1992–1998) Jugend

## Fankultur
Die Fans des Vereins nennen sich Čkembari. Der größte Rivale der Gruppierung sind die Fans von Vardar Skopje.